# Flora Franciscana
Flora Franciscana (abreviado Fl. Francisc.) es un libro con ilustraciones y descripciones botánicas que fue editado por el botánico, micólogo y pteridólogo estadounidense, Edward Lee Greene. Fue publicado en 4 partes en los años 1891-1897, con el nombre de Flora Franciscana: an attempt to classify and describe the vascular plants of middle California. San Francisco.

## Publicación
- Parte nº 1: i-ii, 1-128. 30 Mar 1891;
- Parte nº 2: 129-280. 21 Dec 1891;
- Parte nº 3: i-ii, 281-352. 1 Apr 1892;
- Parte nº 4: 353-480, [2]. 5 Aug 1897.